# Римські пригоди
«Римські пригоди» (англ. To Rome with Love) — романтично-комедійний фільм 2012 року, режисером, сценаристом і головну роль зіграв Вуді Аллен. Також у ньому знялися Алек Болдвін, Роберто Беніньї, Пенелопа Крус, Джуді Девіс, Джессі Айзенберг, Еллен Пейдж та інші. Дія фільму відбувається в Римі. Фільм вийшов в прокат в Італії 20 квітня 2012 року, в Україні з 26 липня 2012. Також 30 грудня 2013 р. відбулась прем'єра на українському телебаченні. У програмі Підпільна імперія на телеканалі 1+1.

## Опис
Нові історії про кохання, цього разу в одному з найромантичніших міст…
Ми зустрінемо відомого американського архітектора, що переживає другу молодість, простого пересічного громадянина, який несподівано прокинувся знаменитим, молодят з провінції, кожного з яких чекають романтичні відкриття, і американського оперного постановника, який задумав вивести на сцену співаючого працівника похоронного бюро…

## У ролях
- Вуді Аллен — Джеррі, чоловік Філліс і батько Хейлі
- Роберто Беніньї — Леопольдо, клерк і тимчасова знаменитість
- Пенелопа Крус — Анна, повія
- Алек Болдвін — Джон, знайомий Джека і радник, оповідач
- Джуді Девіс — Філліс, дружина Джері і мати Хейлі
- Джессі Айзенберг — Джек, друг Саллі
- Грета Гервіг — Саллі, найкраща подруга Моніки і подруга Джека
- Еллен Пейдж — Моніка, найкраща подруга Саллі
- Антоніо Альбанезе — Лука Сальта
- Фабіо Арміліато — Джанкарло, батько Мікеланджело
- Ліно Ґванчале — Леонардо
- Алессандра Мастронарді — Міллі, дружина Антоніо
- Орнелла Муті — Піа Фусарі, актриса
- Флавіо Паренті — Мікеланджело, друг Хейли
- Елісон Пілл — Хейлі, подруга Мікеланджело
- Ріккардо Скамарчо — злодій у готелі
- Алессандро Тібері — Антоніо, чоловік Міллі
- Марта Зоффолі — Марісв Раґусо, бере інтерв'ю у Леопольдо